# In Between Days
In Between Days är ett konstverk av Katarina Löfström som finns på Eddahallen i Skellefteå. Runt en av bassängerna i Eddahallen finns en grotta och klättervägg och väggen bakom bassängen utgörs av konstverket, en motivkaklad fondvägg. Motivet är en starkt pixlad himmel som utgår från ett foto taget i Skellefteå kommun. Den motivkaklade väggen mäter 20 x 5 meter och gjordes 2007–2008.